# کیوچوو
کیوچوو (به لهستانی:  Kiełczewo) یک منطقهٔ مسکونی در لهستان است که در گمینا کوشچیان واقع شده‌است.
 کیوچوو  ۱٬۴۴۷ نفر جمعیت دارد.